# 胭脂路
胭脂路是武汉市武昌区的一条街道。座落於蛇山以北，南北走向，南臨民主路，北至曇華林而止，長八百米，貫糧道街於其間。自八十年代以來，沿街服裝衣店逐漸聚集成市，形成規模，而“到胭脂路做衣穿”亦成爲了胭脂路的特色。

## 來歷
上世纪三十年代，从胭脂山的山南到山北，只有惟一一条名为履坦巷的狭窄小巷通行，行走极为不便。1936年，胭脂山正中被炸开一条路，两边的山石顿现，色如胭脂，在阳光的照耀下，分外夺目。于是，该路得名胭脂路。